# Cryptolabis (Cryptolabis) longiradialis
Cryptolabis (Cryptolabis) longiradialis is een tweevleugelige uit de familie steltmuggen (Limoniidae). De soort komt voor in het Neotropisch gebied.